# بری پیرس
بری پیرس (انگلیسی: Barry Pierce; ۱۳ اوت ۱۹۳۴ – ۷ اوت ۲۰۲۰) بازیکن فوتبال اهل بریتانیا بود.
از باشگاه‌هایی که در آن بازی کرده‌است می‌توان به باشگاه فوتبال کریستال پالاس، باشگاه فوتبال یورک سیتی، باشگاه فوتبال سالزبری سیتی، باشگاه فوتبال استوک‌پورت کانتی، باشگاه فوتبال ترورو سیتی، باشگاه فوتبال اکستر سیتی، باشگاه فوتبال اورتون، و باشگاه فوتبال میلوال اشاره کرد.